# جيليان فريمان
جيليان فريمان (بالإنجليزية: Gillian Freeman)‏ (5 ديسمبر 1929، لندن في المملكة المتحدة - 23 فبراير 2019، لندن في المملكة المتحدة)؛ مُدرسة، كاتِبة وروائية بريطانية.

## روابط خارجية
- جيليان فريمان على موقع IMDb (الإنجليزية)
- جيليان فريمان على موقع قاعدة بيانات الفيلم (الإنجليزية)